# Northern Championships 1979
Die Sondico Northern Championships 1979 im Badminton fanden vom 2. bis zum 3. November 1979 in Birkenhead statt. Es war die 60. Austragung der Turnierserie.

## Sieger und Platzierte
| Disziplin    | Gold                       | Silber                        | Bronze                            |
| ------------ | -------------------------- | ----------------------------- | --------------------------------- |
| Herreneinzel | Kevin Jolly                | Michael Wilks                 | Billy Gilliland                   |
| Herreneinzel | Kevin Jolly                | Michael Wilks                 | Simon Wootton                     |
| Dameneinzel  | Karen Bridge               | Gillian Gilks                 | Sally Leadbeater                  |
| Dameneinzel  | Karen Bridge               | Gillian Gilks                 | Barbara Beckett                   |
| Herrendoppel | Derek Talbot Elliot Stuart | Michael Wilks Peter Bullivant | Billy Gilliland Fraser Gow        |
| Herrendoppel | Derek Talbot Elliot Stuart | Michael Wilks Peter Bullivant | Kevin Jolly John Cocker           |
| Damendoppel  | Jane Webster Gillian Gilks | Karen Bridge Karen Puttick    | Christine Heatly Joanna Flockhart |
| Damendoppel  | Jane Webster Gillian Gilks | Karen Bridge Karen Puttick    | Kathleen Redhead R. Heywood       |
| Mixed        | Derek Talbot Gillian Gilks | Billy Gilliland Karen Puttick | Michael Wilks Sally Leadbeater    |
| Mixed        | Derek Talbot Gillian Gilks | Billy Gilliland Karen Puttick | John Cocker Kathleen Redhead      |